# Luciano Pedullà

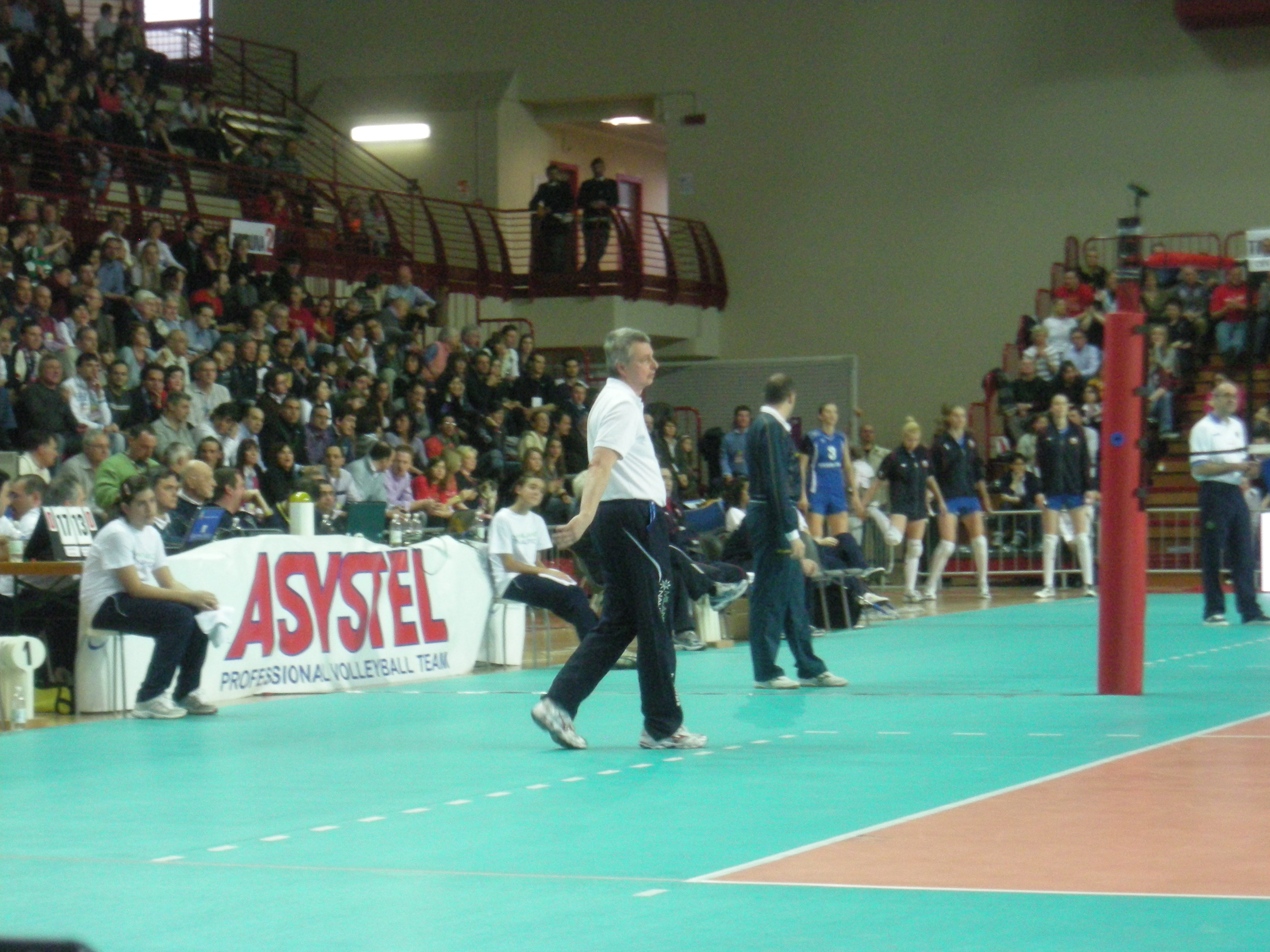
Luciano Pedullà (2009)

Luciano Pedullà (* 3. August 1957 in Novara, Italien) ist ein italienischer Volleyballtrainer. Er war von Februar bis Oktober 2015 Bundestrainer der deutschen Volleyballnationalmannschaft der Frauen.

## Karriere
Luciano Pedullà studierte Sportwissenschaft und ist seit 1992 erfolgreicher Trainer verschiedener italienischer Volleyball-Mannschaften. Mit Pedullà als Trainer gewann die italienische Juniorinnen-Nationalmannschaft 2004 den Titel bei der Europameisterschaft und belegte 2005 den vierten Platz bei der Weltmeisterschaft. 2005 war er außerdem Assistenztrainer der italienischen Frauen-Nationalmannschaft und erreichte mit dem Team den zweiten Platz beim Grand Prix und bei der Europameisterschaft. Er war mehrere Jahre Trainer von Asystel Volley Novara, das unter seiner Führung 2009 Sieger des europäischen CEV-Pokals wurde. Seit 2013 trainiert er das italienische Serie A1 Frauenteam Igor Agil Volley Novara, mit dem er 2015 italienischer Pokalsieger wurde.
Am 26. Februar 2015 ernannte der DVV Luciano Pedullà als Nachfolger von Giovanni Guidetti zum Bundestrainer der deutschen Volleyballnationalmannschaft der Frauen. Bei den Europaspielen in Baku erreichte er mit dem Team das Viertelfinale, das mit 2:3 gegen Polen verloren ging. Im World Grand Prix verpasste das DVV-Team als Tabellensiebter die Endrunde der besten sechs Mannschaften. Anschließend erreichte die deutsche Mannschaft bei der Europameisterschaft das Viertelfinale, verlor dort aber im Tiebreak gegen die Türkei und verpasste eine Medaille. Am 30. Oktober gab der DVV bekannt, dass er sich von Pedullà trennt.

## Privates
Pedullà ist verheiratet und hat einen Sohn. Mit seiner Familie lebt er im norditalienischen Novara.